# Пятно рассеяния

Пятно́ рассе́яния, также кружо́к рассе́яния (англ. circle of confusion), — искажённое изображение точки, образуемое реальной оптической системой. Возникает вследствие дифракции света на оправах компонентов оптической системы (дифракционный предел), а также вследствие остаточных аберраций.

## Описание
Для технической документации, а также для справочной и специальной литературы принят термин «кружок нерезкости», где под ним понимается «нерезкое изображение изолированной точки, образуемое реальным съёмочным фотографическим объективом и принимаемое за норму при расчётах глубины резкости».
С точки зрения теории обработки изображений, пятно рассеяния является ядром свёртки (функция рассеяния точки), которое «применяется» к идеально сфокусированному изображению.
Минимальный кружок рассеяния — минимальная точка, которая может быть сформирована объективом.
Допустимый кружок рассеяния — максимальный кружок рассеяния, воспринимаемый на изображении как точка.
Воспринимаемая человеческим глазом резкость изображения зависит от разрешающей способности зрительной системы человека и фактической резкости изображения. На резкость изображения также влияют степень увеличения и расстояние от изображения до точки наблюдения. Для плёночных камер формата 35-мм допустимый кружок рассеяния составляет приблизительно 1/1000 — 1/1500 длины диагонали плёнки (0,043—0,029 мм) при формате отпечатка 5×7 дюйма (≈13×18 см) и расстоянии обзора 25—30 см.
Из величины минимального круга рассеяния размером 0,035 мм исходят расчёты таких параметров, как глубина резкости.
В плёночной фотографии воспринимаемая резкость снимка зависит от её зернистости, так как свет рассеивается на светочувствительных кристаллах, кружок рассеяния допускается больше, чем в цифровой. В современных расчётах учитывается фактический размер сенселя матрицы (или плотность, ppi), который уменьшается с ростом её разрешения. Так, например, размер сенселя Canon EOS R5 составляет всего 0,00438 мм, что почти в десять раз меньше стандартного значения кружка рассеяния. Поэтому требования к качеству изображения выше, а в камерах с ещё большим количеством мегапикселей становятся заметны микросмазы.
В неспециальной литературе (например, в журнальных статьях) термином «кружок (пятно) нерезкости» иногда именуется изображение на плёнке (снимке) точки, которая входит в зону нерезкости (не принадлежит плоскости резкости линзы). Такой эффект в фотографии называется боке.